# Esaedro trapezoidale
In geometria solida l'esaedro trapezoidale è un esaedro le cui facce sono tutte aquiloni.

## Facce, spigoli e vertici
L'esaedro trapezoidale ha la stessa combinatoria del cubo: si tratta di un esaedro con 6 facce quadrilatere, 12 spigoli e 8 vertici.
Se gli spigoli di un esaedro trapezoidale hanno tutti la stessa lunghezza, le facce sono dei rombi ed il solido è chiamato romboedro.
Un esaedro trapezoidale può però avere spigoli di lunghezze differenti: ci possono essere in generale al più tre lunghezze differenti {\displaystyle L_{1},L_{2},L_{3}}, con 3 spigoli incidenti su un vertice {\displaystyle V} di lunghezza {\displaystyle L_{1}}, i 3 spigoli incidenti al vertice opposto {\displaystyle V'} di lunghezza {\displaystyle L_{2}} e i rimanenti 6 spigoli di lunghezza {\displaystyle L_{3}}.
Conseguentemente, vi sono al più due tipi di facce: le 3 facce incidenti su {\displaystyle V} hanno spigoli di lunghezza {\displaystyle L_{1}} e {\displaystyle L_{3}}, mentre le 3 facce incidenti su {\displaystyle V'} hanno spigoli di lunghezza {\displaystyle L_{2}} e{\displaystyle L_{3}}.

## Altri poliedri

### Romboedro e Trapezoedro
Se le facce sono dei rombi, l'esaedro è detto romboedro.
Un trapezoedro è un solido di Catalan le cui {\displaystyle 2n} facce sono tutte aquiloni. Per {\displaystyle n=3}, questo è un romboedro.

### Solido composto
L'insieme delle dodici diagonali delle sei facce, prese 6 a 6, sono spigoli di due tetraedri, l'uno duale dell'altro, che, insieme, formano il poliedro composto detto stella octangula retta.

## Poliedro duale
Il poliedro duale dell'esaedro trapezoidale convesso è un particolare ottaedro (non regolare, a meno che l'esaedro non sia un cubo).

## Modello

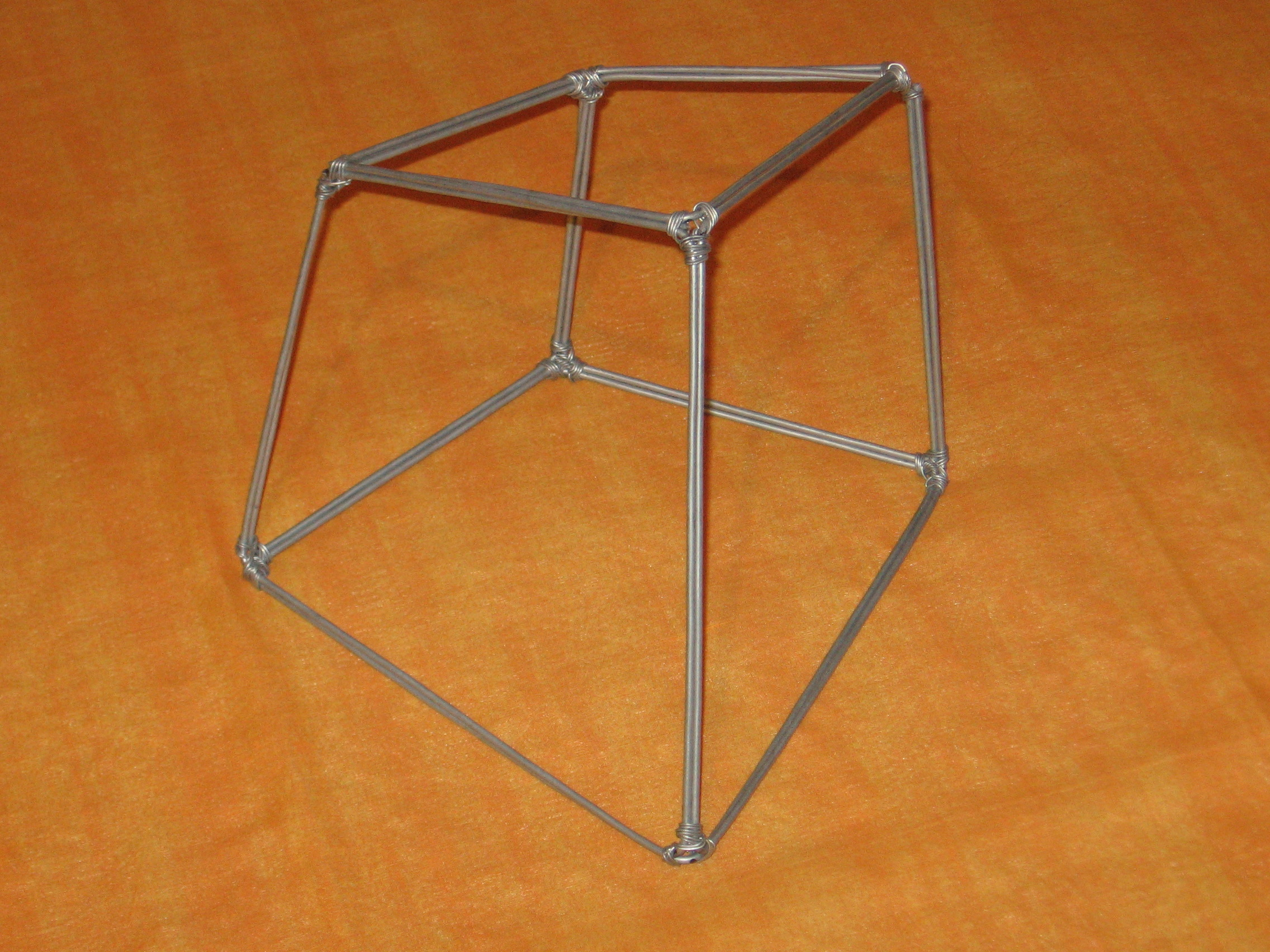
Esaedro trapezoidale sghembo (6 trapezoidi (aquiloni) diversi)
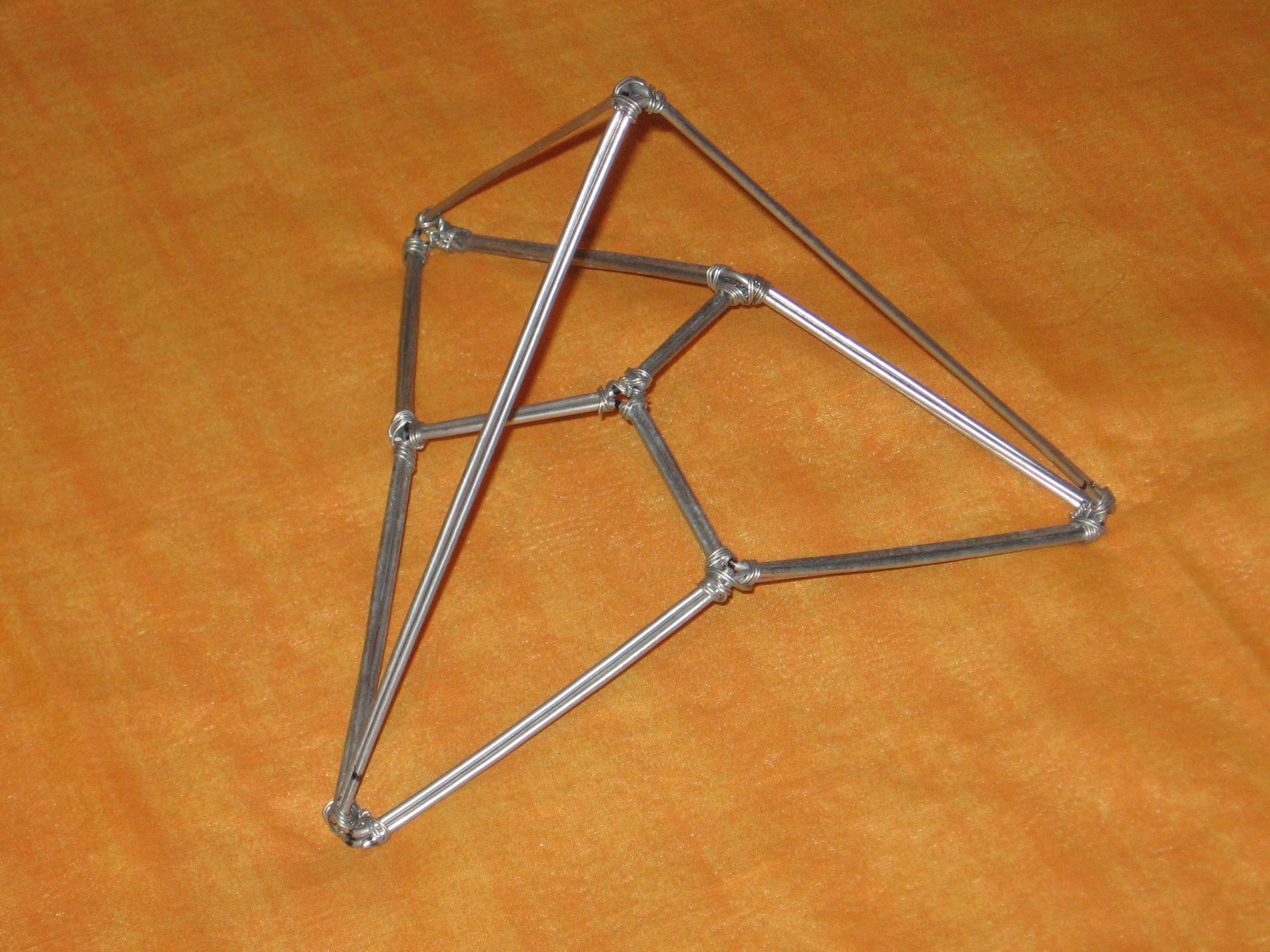
Esaedro concavo trapezoidale sghembo (6 trapezoidi diversi, di cui, tre aquiloni e tre frecce)